# Erica Brausen
Erica Brausen (31 de janeiro de 1908 - 16 de dezembro de 1992) foi uma marchand e galerista, fundadora da Hanover Gallery em Londres em 1948. Ela foi uma das primeiras apoiantes de vários artistas contemporâneos influentes, principalmente Francis Bacon.

## Biografia
Brausen nasceu em Düsseldorf, filha de um comerciante e treinador dos cães de caça locais. No início dos anos 30, ela deixou a Alemanha e foi para Paris, onde alugou um quarto em Montparnasse. Lá, ela se tornou amiga de muitos artistas que moravam na área, incluindo Joan Miró e Alberto Giacometti. Em 1935, Brausen mudou-se para Maiorca, onde dirigiu um bar popular entre artistas, escritores e marinheiros visitantes. Foi com esses contatos que ela ajudou amigos judeus e socialistas a escapar das forças de Francisco Franco durante a Guerra Civil Espanhola. Ela convenceu um capitão de um submarino da Marinha dos EUA a levar Michel Leiris e sua família em segurança em Marselha. A própria Brausen escapou em um barco de pesca e chegou sem dinheiro à Inglaterra no início da Segunda Guerra Mundial.
Em Londres, Brausen organizou pequenas exposições de arte, muitas vezes em estúdios de artistas, mas sendo alemã, ela encontrou muitas dificuldades e restrições. Um amigo artista gay se casou com ela, o que lhe permitiu trabalhar legalmente e, mais tarde, conseguir um emprego na A Galeria Redfern. Em 1948, com o apoio financeiro do banqueiro americano que conheceu em uma festa, Arthur Jeffress, Brausen abriu a Galeria Hanover na St. George Street, na Hanover Square, no centro de Londres, com uma exposição individual de obras de Graham Sutherland. De 1946 até seu fechamento em 1973, a Galeria de Hanover estava entre as mais influentes da Europa. Brausen comprou vários trabalhos anteriores de Francis Bacon, incluindo Pintura (1946), e realizou seu primeiro show individual no Hanover, em novembro de 1947. Brausen também se tornou a principal negociante de Alberto Giacometti em Londres, e vendeu mais de setenta dos seus trabalhos ao longo da vida da Galeria. As exposições no Hanover incluíram trabalhos de Lucian Freud, Marcel Duchamp e Max Ernst . Os trabalhos de Henry Moore são apresentados regularmente nas exposições anuais de escultura de Hanover.

Brausen era lésbica e, durante a maior parte de sua vida, sua parceira foi Catharina Koopman - conhecida como 'Toto', modelo da Chanel e atriz de cinema. As duas se conheceram em 1945 em Ascona, na Suíça, onde Koopman estava se recuperando depois de sobreviver sete meses no campo de concentração de Ravensbrück. Koopman foi enviada para lá depois de ter sido pega espionando pela Resistência Italiana durante a Segunda Guerra Mundial. Ela havia sido capturada em duas ocasiões anteriores e escapou as duas vezes, mas na terceira vez, em outubro de 1944 em Veneza, foi rapidamente deportada para o campo. Koopman ajudou Brausen na administração do Hanover e as duas mulheres viveram abertamente juntas até a morte de Koopman em 1991.